# Rhyacophila sanglungpa
Rhyacophila sanglungpa är en nattsländeart som beskrevs av Schmid 1970. Rhyacophila sanglungpa ingår i släktet Rhyacophila och familjen rovnattsländor. Inga underarter finns listade i Catalogue of Life.